# 6. szimfónia (Beethoven)
Ludwig van Beethoven 6., F-dúr, „Pastorale” szimfóniája (op. 68.) 1808-ban készült el. Ez egyike Beethoven kevés programzenéinek, első bemutatásakor a „Vidéki élet emlékei” címet kapta.

## Háttér, komponálás és fogadtatás
Beethoven imádta a természetet, rengeteg időt töltött vidéki sétákkal. Sokszor elhagyta Bécs városát azért, hogy vidéken dolgozhasson. Ám nem ő volt az első zeneszerző, aki a természetet szimfonikusan ábrázolta; például Joseph Haydn 1802-ben bemutatott Az évszakok című oratóriumában szintén a természet szeretetét, táncoló parasztokat, zivatart, madárcsicsergést festett le. Beethoven nem egy újabb oratóriumot írt, hanem egy szimfóniát, így megmenekült a túl prózai jelzőtől, amit egy librettó rótt volna rá.
A 6. szimfónia Beethoven sokkal híresebb – és szenvedélyesebb – 5. szimfóniájával párhuzamosan készült. Egy hosszú és kevés próbát megélt koncerten mutatták be az 5. szimfóniával együtt a Theater an der Wien-ben, Bécsben, 1808. december 22-én. Meglehetősen hidegen fogadták, a sokkal lángolóbb társa okozta izgalomnak köszönhetően. Bár a 6. szimfónia tartalmazza Beethoven legszebb szerzeményeit, a tömeg egy másik bátor és kalandos művet akart hallani, és viszonylag nyugodt és befelé forduló hangulatával nem nyerte el maradéktalanul a közönség tetszését.

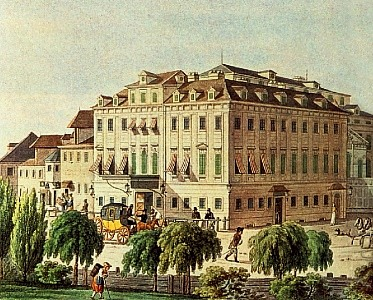
A Theater an der Wien, a szimfónia bemutatójának helyszíne. Jacob Alt festménye 1815-ből

A kedvezőtlen indulás óta azonban a mű egyike lett a szimfonikus repertoárok központi darabjainak. Mára számos hallgató kedvence, és rendkívül gyakran játszott és rögzített alkotássá vált.

## Hangszerelés
A partitúra szerint a művet Beethoven 1 piccolóra (a 4. tételben), 2 fuvolára, 2 oboára, 2 klarinétra, 2 fagottra, 2 kürtre, 2 trombitára (a 3., 4. és 5. tételben), 2 harsonára (alt és tenor, a 4. és 5. tételben), üstdobra (a 4. tételben) és vonósokra komponálta.

## Szerkezete, tételek
A mű szakít a rendszerint négytételes klasszikus szimfóniák szerkesztési elveivel: a 6. szimfónia öttételes. Hossza körülbelül 40 perc, az utolsó három tételt általában a tételek közti szünet megtartása nélkül adják elő.

### I. tételVidám érzések ébredése a falura érkezéskor– Allegro ma non troppo
1. tétel – Vidám érzések ébredése a falura érkezéskor-Allegro ma non troppo

Probléma esetén lásd:Médiafájlok kezelése.
A mű kezdetén a szerző könnyed, szinte lebegő tematikával indít, így lép ki a természetbe, célja a miliő, a táj, az atmoszféra érzékeltetése. A tétel levegős hangzását nagyban segíti az F-dúr hangnem.

### II. tételJelenet a pataknál– Andante molto mosso
2. tétel – Jelenet a pataknál-Andante molto mosso

Probléma esetén lásd:Médiafájlok kezelése.
A patakparti jelenet szintén hangulatfestő zene, halljuk, érzékeljük a patak csobogását és a tételt befejező madárkoncertet, amelyet Beethoven állítólag tréfának szánt.

### III. tételVidám paraszti mulatság– Allegro
3. tétel – Vidám paraszti mulatság-Allegro

Probléma esetén lásd:Médiafájlok kezelése.
A harmadik tétel a scherzo funkcióját tölti be a műben. A ritmus végig dobbantja a talpalávalót, ugyanakkor a szerző a dinamika segítségével mesterien érzékelteti a táncra gyülekezők összesereglését. A falusi muzsikusok – akárcsak Mozart szextettjében – megkapják a magukét: Beethoven belekomponálta scherzójába a késve belépő, ritmusból kieső „malac-banda” tagjait.

### IV. tételVihar– Allegro
4. tétel – Vihar-Allegro

Probléma esetén lásd:Médiafájlok kezelése.
A vidám mulatságot hirtelen megszakítja a kitörő vihar. A vihar ábrázolása közkeletű a zenében. Beethoven előtt Vivaldi, Haydn, Rossini is élt ezzel az effektussal. Itt a vihar ábrázolása emberközpontú, a 4. tétel a vihartól megrettent ember drámája. Ez a dráma azonban nem katasztrófával végződik, mert a vihar elmúltával kisüt a nap.

### V. tételPásztorének Örömteljes és hálás érzések a vihar után– Allegretto
5. tétel – Pásztorének Örömteljes és hálás érzések a vihar után-Allegretto

Probléma esetén lásd:Médiafájlok kezelése.
Ez a tétel a kiállt megpróbáltatás utáni felszabadultságot tükrözi, meghatott hangulatú, úgy szól, mint a természet gyermekének himnikus fohásza.

## Fordítás
- Ez a szócikk részben vagy egészben  a    Symphony No. 6 (Beethoven) című angol Wikipédia-szócikk fordításán alapul.  Az eredeti cikk szerkesztőit annak laptörténete sorolja fel. Ez a jelzés csupán a megfogalmazás eredetét és a szerzői jogokat jelzi, nem szolgál a cikkben szereplő információk forrásmegjelöléseként.